# Eriopyga diapera
Eriopyga diapera là một loài bướm đêm trong họ Noctuidae.